# Њуфејн (Њујорк)
Њуфејн (енгл. Newfane) насељено је место без административног статуса у америчкој савезној држави Њујорк.

## Демографија
По попису из 2010. године број становника је 3.822, што је 693 (22,1%) становника више него 2000. године.
| Група             | 2000.         | 2010.         |
| Белци             | 3.048 (97,4%) | 3.659 (95,7%) |
| Афроамериканци    | 21 (0,7%)     | 31 (0,8%)     |
| Азијати           | 5 (0,2%)      | 21 (0,5%)     |
| Хиспаноамериканци | 14 (0,4%)     | 47 (1,2%)     |
| Укупно            | 3.129         | 3.822         |